# Cremastus rugosus
Cremastus rugosus là một loài tò vò trong họ Ichneumonidae.